# Santa Maria Magdalena de Saorla
Santa Maria Magdalena de Saorla és l'església parroquial del poble de Saorla, de la comuna nord-catalana de Vinçà, a la comarca del Conflent.
Està situada en el nucli de població de Saorla, al sud-oest de la vila de Vinçà.
És una església documentada per primer cop l'any 1600; és un edifici petit, senzill, guarnit amb un campanaret d'espadanya. Té una porta renaixentista a la façana sud-est.